# Kadet (krasobruslení)
Kadet je krasobruslařský pohybový prvek. Jedná se o jednoduchý skok, kdy se krasobruslař odráží z jedné nohy a na druhou dopadá, přičemž se otočí o 180°. Vícenásobný Kadet se nazývá Axel-Paulsenův skok. 

## Provedení skoku
Základní pozice pro Kadeta je jízda vpřed na vnější hraně brusle zánožmo volnou nohou. Samotný skok se zahájí švihem volné nohy směrem vpřed a vzhůru. Pohyb odrazové nohy vychází z kolena a kotníku, samotný odraz od ledu je pak proveden špičkou brusle. Pohyb paží z pozice zapažení poníž jde směrem vpřed a vzhůru do předpažení. Koordinací těchto pohybů je skoku dodána potřebná rotace a výška. Po 180stupňové otočce následuje dopad na špičku druhé nohy, odrazová noha je dále volná a přesouvá se dozadu. Paže jdou do základní pozice. Skok končí výjezdem na vnější hraně dopadové brusle. Samotnému skoku předchází zpravidla ustálená příprava, nájezd se skládá z jízdy vzad na vnější hraně brusle s následným trojkovým obratem. 